# Tarnov
Tarnov – wieś (obec) na Słowacji, w kraju preszowskim w powiecie Bardejów.

## Historia
Wieś została założona prawdopodobnie na prawie zakupnym przez osadników z polskiego Tarnowa pod koniec XIII lub na początku XIV wieku. W 1310 r. we wsi, wówczas występującej jako Biała (łac. Alba), istniało już sołtystwo (łac. scultetia). W 1355 r. wieś, posiadająca już wówczas kaplicę i młyn, pojawia się w dokumentach kapituły w Egerze. Pod koniec XIV wieku Tarnov został przejęty przez rodzinę Cudarów, wówczas właścicieli feudalnego „państwa” z siedzibą na zamku Makowica. W 1427 r. wieś liczyła 21 gospodarstw. W 1436 r. wieś, podzielona na mniejsze sołtystwa, miała już jednak kilku właścicieli. Jako cząstkowi posiadacze Tarnova są wówczas wspominani Jan Gombos de Kyssalud, Tomasz de kelechen, Mikołaj de Stheflazza, Mikołaj i Benedykt de Thernye, Mikołaj de Stras iJerzy de Nyomarka. W latach 1548, 1549, 1550 i 1634 poszczególne części wsi zostały wykupione przez miasto Bardejów. Mieszkańcy wsi zajmowali się rolnictwem, wyrobem gontów i drewnianych artykułów gospodarstwa domowego. W zależności od aktualnej sytuacji gospodarczej, miasto puszczało wieś w dzierżawę, np. w roku 1708 dzierżawcą był Mikołaj Szirmay. Tarnov pozostawał własnością Bardejowa aż do zniesienia poddaństwa w 1848 r.

## Demografia
Według danych z dnia 31 grudnia 2010 wieś zamieszkiwało 397 osób, w tym 209 kobiet i 188 mężczyzn.
W 2001 roku względem narodowości i przynależności etnicznej 98,69% populacji stanowili Słowacy. 88,74% populacji wyznawało rzymskokatolicyzm, a 9,42% grekokatolicyzm.